# Goșa Kuțenko
Goșa Kuțenko (numele real — Iurii Gheorghievici Kuțenko; n. 20 mai 1967, Zaporijjea, RSS Ucraineană, URSS) este un actor de teatru și film, cântăreț, scenarist și producător rus, artist emerit al Rusiei (2013).
A câștigat popularitate datorită rolurilor din filmele «Мама, не горюй», «Антикиллер», «Со мною вот что происходит», «Любовь-морковь», «Дикари», «Дерзкие дни», «Всё могут короли», «Упражнения в прекрасном».

## Biografie
S-a născut în Zaporijjea pe 20 mai 1967 (RSS Ucraineană), în familia lui Gheorghii Pavlovici Kuțenko, care a lucrat în Ministerul Industriei Radio, și a medicului radiolog Svetlana Vasilievna Kuțenko (născută Nazimova). Bunica după tată a fost cântăreață de operă.
Apoi, împreună cu familia s-a mutat în Lviv. A absolvit scoala nr 56 din Lviv (acum ЛУГГ). S-a înscris la Institutul politehnic din Lviv, dar nu l-a terminat și a fost recrutat în Armata Sovietică.
În 1988 s-a mutat la Moscova. A intrat în МИРЭА. După doi ani a intrat la Școala-studio de artă din Moscova (absolvită în 1992). Lucrează la teatrul Моссовета.
Participă la spectacolul "De-a Adevărul", regizat de Victor Șamirov, împreună cu Irina Apeksimova, Dmitri Marianov, Konstantin Iușkevici.
S-a filmat în spoturi publicitare. Colaborează în calitate de designer cu firma Be Free.
Este invitat în juriul ligii superioare a KVN.

### Viața personală
- Prima soție — Maria Poroșina, actriță.
  - Fiica Polina Kuțenko (n. 1996), actriță.[6]
- A doua soție — Irina Mihailovna Skrinicenko (n. 11 iunie 1980) — fotomodel la agenția "Fashion Group", a jucat în filme[7].
  - Fiica — Eugenia (n. 23 iunie 2014)[8].

### Poziția publică
În 2007 Goșa Kuțenko a participat la congresul de constituire al mișcării obștești "Pentru Putin!". Din 2008 până în 2013 a făcut parte din partidul "Rusia Unită". Totodată, la alegerile parlamentare din 2011, actorul a votat pentru "Яблоко", la prezidențiale în 2012 l-a susținut pe Mihail Prohorov, iar un sistem ideal l-a numit "comunismul utopic". A declarat că autoritățile georgiene sunt responsabile pentru războiul din Osetia de Sud din 2008 și a organizat un concert de caritate, banii colectați de la acesta fiind transmiși spre reconstruirea orașului Țhinvali. A făcut parte din stafful electoral al lui Serghei Udalțov în timpul alegerilor primarului de Moscova 2013. S-a exprimat împotriva urmăririi penale a lui Serghei Udalțov și Alexei Navalnîi. A sprijinit fundația "un oraș fără droguri". A făcut apel la încetarea războiului în estul Ucrainei.

## Legături externe
- Ultima mențiune despre Goșa Kuțenko în mass-media - Инфоротор[nefuncțională]
- kutsenko.ru — site-ul oficial al lui Goșa Kuțenko
- Goșa Kuțenko pe site-ul RUSactors.ru